# 北71線
北71線 丹鳳－西盛，是位於新北市的一條鄉道，北起新北市新莊區丹鳳，南至新北市新莊區西盛，全長2.907公里。

## 路線說明
本鄉道一路穿過新莊區的密集住宅區，途經丹鳳、營盤、後港、黃厝等聚落，今日因都市發展原聚落邊界已不明顯。短短近三公里的路線就經過了三所中小學，其中光華國小還是目前台灣規模最大的國民小學，可見此區人口之密集。起點和終點則均位於工業區內，終點所連接的107線更是串連西盛地區工業帶的大動脈，可見此鄉道之重要性。
本鄉道在台灣堡圖中僅民安西路段較為明顯，這一段卻在1983年才被編入鄉道。反觀在1921年地圖上才出現的民安路段則於1966年即編入鄉道系統內。1966年時民安路與瓊林路、新泰路合編為北72線，串連丹鳳、營盤、後港、桕子林、西盛、瓊林與新莊市區，1983年才拆為兩線。民安東路從未隸屬於任何公路編號，但台北縣政府工務局曾一度誤將里程牌插置於民安東路。
就相對位置而論，民安路、民安西路與民安東路中，民安路以一斜向L形由西北經後港繞往東北，再稍往南移；民安西路在南直通西盛；民安東路自後港筆直向東接上新樹路。較簡易的區分方法是以民安國小為中心，向西北與東北者為民安路，向南者為民安西路，向東者為民安東路。
新北市
- 新莊區：丹鳳0.0k（起點，台1線岔路）→ 民安路 → 營盤0.92k（北70線岔路）→ 民安西路 → 西盛2.907k（終點，107線岔路）

## 歷史沿革
| 北71線歷史沿革 | 北71線歷史沿革                                                                            | 北71線歷史沿革                                                                            |
| 年代           | 本編號沿革                                                                                | 本路線沿革                                                                                |
| -------------- | ----------------------------------------------------------------------------------------- | ----------------------------------------------------------------------------------------- |
| 1961年         | 貴子坑－新莊1.69km                                                                        | 當時為北72線一部份                                                                        |
| 1983年         | 原北71線改編北72線， 原北72線由民安東路口拆為東、西兩部份，西段與民安西路合併編為新北71線 | 原北71線改編北72線， 原北72線由民安東路口拆為東、西兩部份，西段與民安西路合併編為新北71線 |

## 交會公路
- 台1線
- 北70線
- 107線

## 沿線設施
- 捷運丹鳳站
- 丹鳳工業區
- 民權橋（跨越塔寮坑溪）
- 福營國中
- 民生橋（跨越潭底溝）
- 民安陸橋
- 民安國小
- 光華國小
- 正豐工業園區

1公里處有留存一枚里程碑。

## 外部連結
- 北71鄉道探訪 - 無拘無束的巴士愛樂團 （页面存档备份，存于）